# Paracartus
Paracartus es un género de escarabajos longicornios de la tribu Acanthocinini.

## Especies
- Paracartus aureovitticollis Breuning, 1958
- Paracartus coffini Teocchi, 1991
- Paracartus fasciculosus Hunt & Breuning, 1957